# Marie-Louise Bastié
Marie-Louise Bastié, nata Bombec (Limoges, 27 febbraio 1898 – Bron, 6 luglio 1952), è stata un'aviatrice francese, primo aviatore della sua nazione ad ottenere numerosi primati in campo nazionale e internazionale.
Simbolo dell'aviazione nazionale francese, ricevette il titolo di Gloire du sport; le sue imprese le valsero numerosi riconoscimenti, con attribuzione a suo nome di scuole, teatri e strade in tutta la Francia.

## Biografia
Nata da una famiglia agiata, rimase orfana di padre all'età undici anni e perse un fratello nella prima guerra mondiale. Preso il diploma da dattilografa, si sposò una prima volta ed ebbe un figlio, che morì in tenera età.
Sposò in seconde nozze un aviatore, Louis Bastiè, che aveva conosciuto durante un permesso di lui e che a guerra finita conservava la nostalgia dell'aviazione e che quindi cominciò a lavorare al campo di aviazione di Bordeaux-Teynac (oggi Bordeaux-Mérignac). Conseguì il brevetto di pilota nel 1925 e, scomparso il marito nel 1927, la Bastié si trasferì a Parigi dove riprese gli allenamenti a Orly e cominciò a gareggiare.

## Primati
- 1928, primo record femminile di volo sulla distanza, 1 058 chilometri (571,3 nmi)[4]
- 1929, record internazionale femminile di durata (26 h 44 min)[5]
- Nel 1930, batte il record internazionale femminile di durata con 37 h 55 min.[6]
- Nel 1931, batte il record femminile di volo sulla distanza con 2 976 chilometri (1 606,9 nmi)[7]
- Nel 1936, realizza la prima traversata dell'Atlantico del sud femminile con un volo di 12 h e 5 min.[8]

## Carriera militare
Arruolatasi volontaria nell'Armée de l'air nell'autunno del 1939, prima dell'approvazione della legge che permetteva anche alle donne l'arruolamento come aviatrici nell'Armée de l'air fece parte di una squadra che comprendeva altre aviatrici e che aveva il compito di requisire aerei dagli aeroclub o dalle scuole di volo. L'11 giugno 1940 fu approvata la legge che prevedeva la possibilità di reclutamento delle donne che avessero compiuto 100 ore di volo nell'Armée de l'air con il grado di sottotenente. Ma, subito dopo, i Tedeschi entrarono a Parigi.
Dopo il secondo armistizio di Compiègne la Bastié entrò nella Resistenza, combattendo nel Reseau Darius, anche se ufficialmente era soltanto un'autista di ambulanze e una pilota di aerei del trasporto sanitario per la Croce Rossa. Grazie ai servizi resi agli alleati durante la guerra, fu insignita della Croce di guerra.
Nel 1945, dopo la fine delle ostilità e l'avvento del Generale De Gaulle al governo venne meno il diktat britannico che vietava la guida degli aerei militari alle donne se non per i trasporti sanitari, Charles Tillon, ministro dell'aria, decise di formare una squadra di aviatrici, che seguirono un addestramento alla base di Châteauroux: tra loro c'era anche la Bastié.
L'iniziativa di Tillon ebbe fine insieme al suo mandato l'11 luglio 1946 con l'avvento del governo presieduto da Félix Gouin e alle pilote furono offerti incarichi di ufficio ma solo Maryse Basté accettò di restare.
Morì in un incidente aereo il 6 luglio 1952.